# Coleshill
Coleshill este un oraș în comitatul Warwickshire, regiunea West Midlands, Anglia. Orașul se află în districtul North Warwickshire.